# Orașu Nou
Orașu Nou è un comune della Romania di 6 821 abitanti, ubicato nel distretto di Satu Mare, nella regione storica della Transilvania. 
Il comune è formato dall'unione di 7 villaggi: Orașu Nou, Orașu Nou-Vii, Prilog, Prilog-Vii, Racșa, Racșa-Vii, Remetea Oașului.